# Puccinia myrsiphylli
Puccinia myrsiphylli är en svampart som först beskrevs av Felix von Thümen, och fick sitt nu gällande namn av Georg Winter 1884. Puccinia myrsiphylli ingår i släktet Puccinia och familjen Pucciniaceae.   Inga underarter finns listade i Catalogue of Life.